# 五反野駅
五反野駅（ごたんのえき）は、東京都足立区足立三丁目にある東武鉄道伊勢崎線の駅である。「東武スカイツリーライン」の愛称区間に含まれている。駅番号はTS 11。

## 年表
- 1924年（大正13年）10月1日：開設[1]。
  - 当時は東京府南足立郡綾瀬村に所在。
- 1968年（昭和43年）3月：高架化。
- 1974年（昭和49年）4月10日：同年7月に行われる北千住駅 - 竹ノ塚間の複々線化に伴い上りホーム使用廃止、下りホームを拡張し従前の下りホームを上りホームとすると共にホーム反対側に新たに下りホームを新設・使用開始[2]。
- 1993年（平成5年）2月21日：エスカレーター使用開始。
- 2008年（平成20年）3月19日：エレベーター使用開始。
- 2012年（平成24年）
  - 3月15日：発車メロディ導入。
  - 3月17日：TS 11の駅番号設定[3]。
- 2018年（平成30年）5月2日：駅前交通広場使用開始[4]。
- 2024年（令和6年）
  - 2月29日：2番線のホームドアの使用を開始[5]。
  - 3月21日：1番線のホームドアの使用を開始[5]。

## 駅構造
島式ホーム1面2線を有する高架駅。緩行線のみホームがあり、緩行線外側を急行線が走る。
階段の他、小菅寄りにエスカレーター、梅島寄りにエレベーターが設置されている。
トイレは1階改札内にあり、2008年（平成20年）春にユニバーサルデザインの一環として多機能トイレも設置された。
高架複々線化前は、相対式ホーム2面2線を有する構造であった。当初は相対式2面2線の形態で高架化されたが、1974年に当駅を含む北千住 - 竹ノ塚間が複々線化された際に旧上りホームを撤去し、旧下りホームを島式ホームに改良した上でそれまでの上下線をそれぞれ上り急行線・上り緩行線に切替え、新たに下り線を南側に2本増設して現行の形態に変更した。旧上りホームの一部が残っていて広告板設置スペースとして活用されている他、ホーム終端部やホーム屋根の形状などにもかつての相対式時代の名残が窺える。

### のりば
| 番線 | 路線                   | 方向 | 行先                                                               |
| ---- | ---------------------- | ---- | ------------------------------------------------------------------ |
| 1    | 東武スカイツリーライン | 上り | 北千住・とうきょうスカイツリー・浅草・ 日比谷線 中目黒方面         |
| 2    | 東武スカイツリーライン | 下り | 西新井・竹ノ塚・北越谷・北春日部・東武動物公園・ 日光線 南栗橋方面 |

- 上記路線名は旅客案内上の名称（「東武スカイツリーライン」は愛称）で表記している。
- 2020年（令和2年）6月6日ダイヤ改正より、当駅に発着する列車は一部を除き全て日比谷線直通となったため、浅草駅方面への行き来をする場合は必ず北千住駅で乗り換える必要がある。

## 利用状況
2024年度（令和6年度）の1日平均乗降人員は36,724人である 。
近年の1日平均乗降・乗車人員の推移は以下の通り。

### 昭和
| 年度               | 1日平均 乗車人員 |
| ------------------ | ---------------- |
| 1974年（昭和49年） | 22,802           |
| 1975年（昭和50年） | 22,892           |
| 1976年（昭和51年） | 22,626           |
| 1977年（昭和52年） | 23,169           |
| 1978年（昭和53年） | 23,443           |
| 1979年（昭和54年） | 22,991           |
| 1980年（昭和55年） | 23,134           |
| 1981年（昭和56年） | 23,136           |
| 1982年（昭和57年） | 22,596           |
| 1983年（昭和58年） | 22,434           |
| 1984年（昭和59年） | 22,312           |
| 1985年（昭和60年） | 22,247           |
| 1986年（昭和61年） | 22,461           |
| 1987年（昭和62年） | 22,557           |
| 1988年（昭和63年） | 22,941           |

### 平成
| 年度               | 1日平均 乗降人員 | 1日平均 乗車人員 |
| ------------------ | ---------------- | ---------------- |
| 1989年（平成元年） |                  | 22,987           |
| 1990年（平成02年） |                  | 22,862           |
| 1991年（平成03年） |                  | 22,827           |
| 1992年（平成04年） |                  | 22,716           |
| 1993年（平成05年） |                  | 22,896           |
| 1994年（平成06年） |                  | 22,222           |
| 1995年（平成07年） |                  | 21,792           |
| 1996年（平成08年） |                  | 21,244           |
| 1997年（平成09年） |                  | 20,745           |
| 1998年（平成10年） | 39,528           | 20,345           |
| 1999年（平成11年） | 38,820           | 20,000           |
| 2000年（平成12年） | 38,820           | 20,011           |
| 2001年（平成13年） | 39,342           | 20,140           |
| 2002年（平成14年） | 39,067           | 20,003           |
| 2003年（平成15年） | 39,326           | 20,071           |
| 2004年（平成16年） | 39,293           | 19,992           |
| 2005年（平成17年） | 37,013           | 18,814           |
| 2006年（平成18年） | 35,269           | 17,860           |
| 2007年（平成19年） | 35,647           | 18,090           |
| 2008年（平成20年） | 35,448           | 17,910           |
| 2009年（平成21年） | 34,640           | 17,493           |
| 2010年（平成22年） | 34,209           | 17,230           |
| 2011年（平成23年） | 33,350           | 16,821           |
| 2012年（平成24年） | 34,087           | 17,130           |
| 2013年（平成25年） | 34,878           | 17,528           |
| 2014年（平成26年） | 34,695           | 17,414           |
| 2015年（平成27年） | 35,205           | 17,669           |
| 2016年（平成28年） | 35,634           | 17,905           |
| 2017年（平成29年） | 36,439           | 18,298           |
| 2018年（平成30年） | 36,779           | 18,462           |

### 令和
| 年度               | 1日平均 乗降人員 | 1日平均 乗車人員 | 出典       |
| ------------------ | ---------------- | ---------------- | ---------- |
| 2019年（令和元年） | 36,756           | 18,468           | [ 東武 3 ] |
| 2020年（令和02年） | 29,348           | 14,753           | [ 東武 4 ] |
| 2021年（令和03年） | 31,061           | 15,595           | [ 東武 5 ] |
| 2022年（令和04年） | 33,151           | 16,639           | [ 東武 6 ] |
| 2023年（令和05年） | 34,729           | 17,421           | [ 東武 7 ] |
| 2024年（令和06年） | 36,724           | 18,412           | [ 東武 1 ] |

## 駅周辺
- 五反野駅前通り銀座会商店街
- サミット五反野店
- 足立一郵便局
- 足立三郵便局
- 東京東信用金庫（ひがしん）五反野支店
- 江戸一本社
- マルエツ プチ 五反野駅店

## バス路線
周辺のバス停は駅前の「五反野駅交通広場」停留所と、駅から梅島方向へ約200 m離れた花畑街道上にある「末広町」停留所である。東武バスセントラル、日立自動車交通により以下の路線バスが運行されている。
| 停留所           | 系統 | 行先                        | 事業者             | 営業所 | 備考         |
| ---------------- | ---- | --------------------------- | ------------------ | ------ | ------------ |
| 五反野駅交通広場 | 綾12 | 西新井駅東口 / 亀有駅南口   | 日立自動車交通     |        | はるかぜ12号 |
| 末広町           | 北11 | 北千住駅 / 六町駅・文教大学 | 東武バスセントラル | 足立   |              |

## 隣の駅
東武鉄道
 東武スカイツリーライン
■急行・■区間急行・■準急・■区間準急
通過
■普通
小菅駅 (TS 10) - 五反野駅 (TS 11) - 梅島駅 (TS 12)